# Eltartott
A 12/2001(I.31.) Kormányrendelet alapján eltartottnak minősül egy gyermek, ha:

- a 16. életévét még nem töltötte be, 

- a 16. életévét már betöltötte, de oktatási intézmény nappali tagozatán tanul, és a 25. életévét még nem érte el, 

- a 16. életévét már betöltötte, de testi vagy szellemi fogyatékossága (betegsége) miatt munkaképességét legalább hatvanhét százalékban elvesztette és ez az állapota legalább egy éve tart vagy egy év alatt előreláthatóan nem szűnik meg.
Az egyes bankok hitelezési szabályzatukban önállóan döntik el, hogy az adósminősítés folyamatában az eltartottakat milyen súlyozással veszik figyelembe.